# Grand Prix moto des États-Unis 2010
Le Grand Prix moto des États-Unis 2010 est la neuvième manche du championnat du monde de vitesse moto 2010. La compétition s'est déroulée du 23 au 25 juillet 2010 sur le circuit de Laguna Seca.
C'est la 17e édition du Grand Prix moto des États-Unis et la 14e édition comptant pour les championnats du monde.
Seules les MotoGP ont participé à cette course.

## Résultat des MotoGP
| Pos. | No | Pilote           | Constructeur | Tours | Temps            | Grille | Points |
| ---- | -- | ---------------- | ------------ | ----- | ---------------- | ------ | ------ |
| 1    | 99 | Jorge Lorenzo    | Yamaha       | 32    | 44 min 54 s 893  | 1      | 25     |
| 2    | 27 | Casey Stoner     | Ducati       | 32    | + 3 s 517        | 2      | 20     |
| 3    | 46 | Valentino Rossi  | Yamaha       | 32    | + 13 s 420       | 6      | 16     |
| 4    | 4  | Andrea Dovizioso | Honda        | 32    | + 14 s 188       | 3      | 13     |
| 5    | 69 | Nicky Hayden     | Ducati       | 32    | + 14 s 601       | 7      | 11     |
| 6    | 11 | Ben Spies        | Yamaha       | 32    | + 19 s 037       | 5      | 10     |
| 7    | 5  | Colin Edwards    | Yamaha       | 32    | + 40 s 721       | 8      | 9      |
| 8    | 33 | Marco Melandri   | Honda        | 32    | + 47 s 219       | 11     | 8      |
| 9    | 36 | Mika Kallio      | Ducati       | 32    | + 52 s 813       | 15     | 7      |
| 10   | 65 | Loris Capirossi  | Suzuki       | 32    | + 52 s 814       | 12     | 6      |
| 11   | 95 | Roger Lee Hayden | Honda        | 32    | + 1 min 14 s 089 | 17     | 5      |
| 12   | 15 | Alex De Angelis  | Honda        | 32    | + 1 min 14 s 666 | 16     | 4      |
| Ab.  | 41 | Aleix Espargaro  | Ducati       | 28    | Accident         | 13     |        |
| Ab.  | 58 | Marco Simoncelli | Honda        | 18    | Accident         | 9      |        |
| Ab.  | 26 | Dani Pedrosa     | Honda        | 11    | Accident         | 4      |        |
| Ab.  | 40 | Hector Barbera   | Honda        | 3     | Accident         | 10     |        |
| Ab.  | 19 | Alvaro Bautista  | Suzuki       | 2     | Accident         | 14     |        |